# Riet Bons-Storm
Maria (Riet) Bons-Storm (Vlaardingen, 27 maart 1933) is een Nederlands theologe en emeritus hoogleraar. Zij heeft in haar vakgebied, de praktische theologie, vrouwen en genderstudies internationaal op de kaart gezet.

## Levensloop
Bons-Storm studeerde psychologie aan de Vrije Universiteit Amsterdam (VU). Ze trouwde een predikant en woonde met hem en hun kinderen van 1961 tot 1972 in Indonesië, waar ze doceerde aan een theologische faculteit (UKIT op Noord-Celebes). Terug in Nederland ervoer ze de kerk als kil en mannelijk en haar leven als huisvrouw als zeer beperkt. Ze ontdekte de feministische theologie en volgde aan verschillende universiteiten colleges. In 1984 promoveerde ze in de theologie aan de VU. Van 1990-1998 was ze kerkelijk hoogleraar Vrouwenstudies en Pastoraat in Groningen.

## Feministische theologie
Haar theologie heeft zich ontwikkeld uit woede over de achterstelling van vrouwen in kerkelijke structuren. Vanuit empirisch onderzoek naar het geloof van vrouwen, wijst zij de verzoeningsleer af als legitimatie van macht van mannen en slachtofferschap van vrouwen. Vaste ideeën over mannelijkheid en vrouwelijkheid en over God maken, volgens haar, dat vrouwen niet geloofd worden en stilvallen. Ze pleit voor een 'zegenend pastoraat' vanuit vriendschap en bondgenootschap waarin Gods welwillende aanwezigheid centraal staat.

## Gender in de interreligieuze dialoog
Vanuit haar ervaringen in Indonesië was Riet Bons-Storm een van de gangmakers van de interreligieuze dialoog tussen vrouwen in Nederland. Ze is onder meer betrokken bij de Kerngroep Landelijke Vrouwentrialoog. Ze reisde verschillende malen naar Israël/Palestina voor ontmoetingen van Nederlandse vrouwen met vrouwen aldaar, waarvan ze in publicaties verslag deed. Haar benadering kenmerkt zich door het opschorten van een oordeel en het doorvertellen van ervaringen van vrouwen.

## Organisaties
Bons-Storm was medeoprichtster en/of bestuurslid van de Oecumenische Vrouwensynode, de European Society of Women in Theological Research (ESWTR) en de International Academy of Practical Theology. Zij is lid van de International Advisory Board van HTS, Teologiese Studies/Theological Studies.

## Werken (selectie)
- Dubbele dialoog: vrouwen en mannen in interreligieuze ontmoetingen (Gorinchem, 2012)
- Feministische voormoeders (special) (In: Fier: vol. 14 (2011), afl. 1 (jan/feb), pag. 4-41)
- Bidt Jeruzalem vrede toe: ontmoetingen, achtergronden en reflecties in Israël en de Palestijnse gebieden (Gorinchem, 2011)
- Vertel onze verhalen verder: ontmoetingen met joodse en Palestijnse vrouwen; getuigenissen van wat zich achter de schermen van het nieuws afspeelt. (Gorinchem, 2008)
- Gezegend leven: op weg naar een pastorale gemeente in een verbrokkelende wereld (Gorinchem, 2007)
- Kracht en kruis: pastoraat met oudere vrouwen (Kampen, 2000)
- Liberating faith practices: feminist practical theologies in context (Leuven, 1998)
- The incredible woman: listening to woman's silences in pastoral care and counseling (Nashville/Leuven, 1996)
- Pastoraat als bondgenootschap: aanzet tot vernieuwing van de kerkelijke praktijk vanuit het vrouwenpastoraat (Kampen, 1992)
- Pastoraat buiten de muur van het Vaderhuis. Vrouwenstudies en de theorie en praktijk van het pastoraat. (inaugurele rede, Boekencentrum, 1991)
- Beweging in Macht. Vrouwenkerk in Nederland. (met Diane Vernooij, Kok, 1991)
- Ruimte en richting: vrouwen op zoek naar veelbetekenend geloof (Boekencentrum, 1990)
- Hoe gaat het met jou?: pastoraat als komen tot verstaan (Kok, 1989)
- Geloofwaardig. Stappen op weg van gemeenteopbouw. (Serie Praktisch Theologische Handboeken, Boekencentrum 1987)
- Kritisch bezig zijn met pastoraat: een verkenning van de interdisciplinaire implicaties van de practische theologie (Proefschrift, Boekencentrum, 1984)
- Apakah penggembalaan itu? (Jakarta, 1976)